# Tolumnia arizajuliana
Tolumnia arizajuliana är en orkidéart som först beskrevs av Carl Leslie Withner och J.Jiménez Alm., och fick sitt nu gällande namn av James David Ackerman. Tolumnia arizajuliana ingår i släktet Tolumnia och familjen orkidéer. Inga underarter finns listade i Catalogue of Life.